# Фрегат карибський

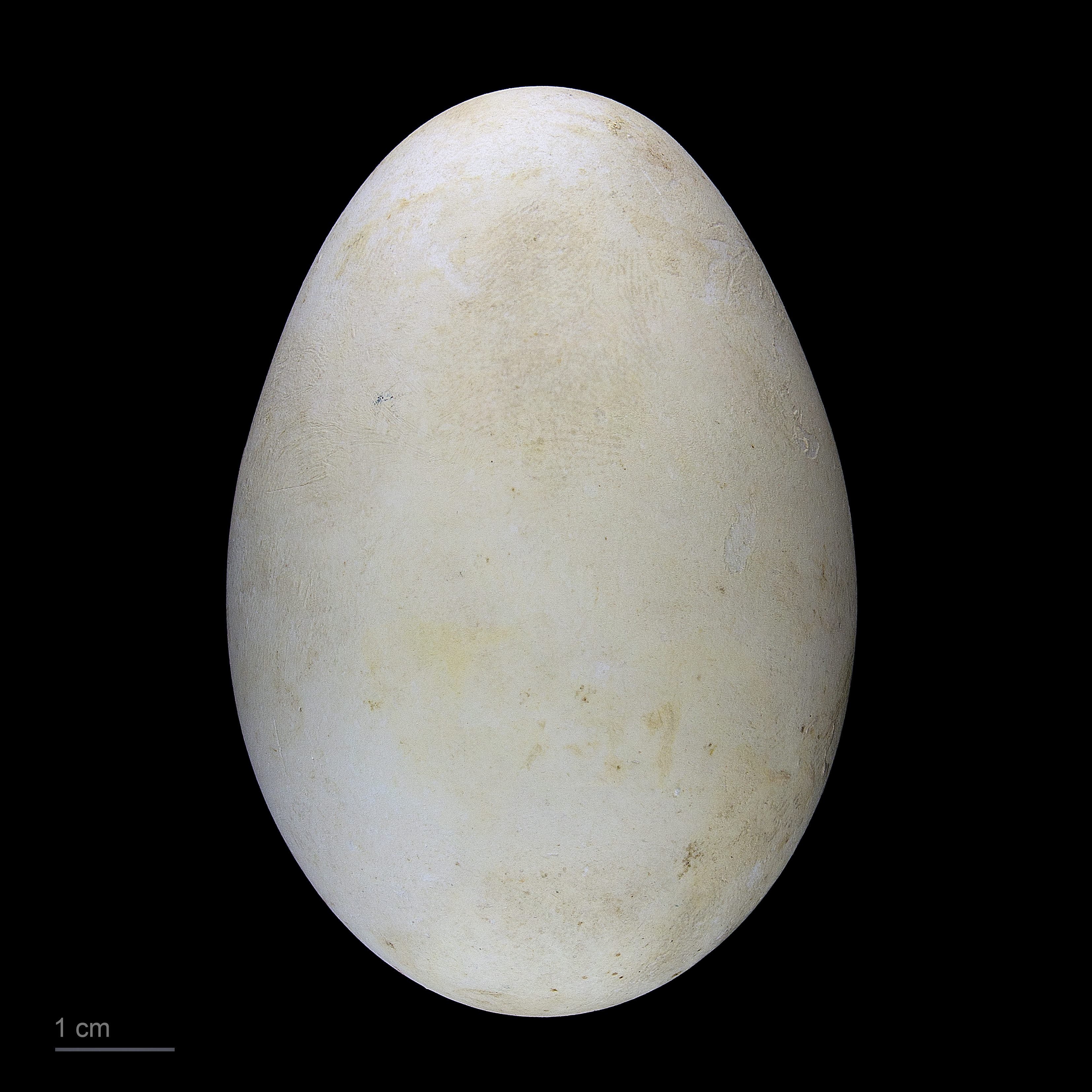
Яйце прекрасного фрегата (Тулузький музей)

Фрегат карибський (Fregata magnificens) — великий морський птах родини фрегатових. Поширений переважно в тропічних районах Атлантичного океану, гніздиться у Флориді, Вест-Індії та на Островах Зеленого Мису. Також зустрічається у Тихому океану, від Мексики до Еквадору, включаючи Галапагоські острови. Кочівні особини були зареєстровані на острові Мен в 1998 році і в Данії та Іспанії.